# Groß Gastrose

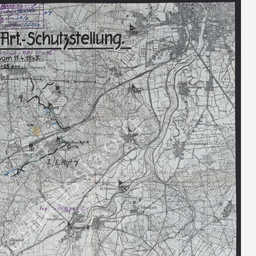
Karte zum Ausbau der Stellungen der 214. Infanterie-Division durch die Heeres-Pionier-Brigade 70 (mot) im Raum Guben-Cottbus – M 125 000 - Datum 1945-04-11

Groß Gastrose, niedersorbisch Wjeliki Gósćeraz, ist ein Dorf in der Gemeinde Schenkendöbern im Landkreis Spree-Neiße, Brandenburg. Zum Ortsteil Groß Gastrose gehört der Gemeindeteil Klein Gastrose (Mały Gósćeraz). Nach seiner Eingemeindung hieß der Ortsteil bis zum 20. Februar 2006 Gastrose.

## Geographie
Der Ort in der Niederlausitz befindet sich südwestlich von Guben an der Lausitzer Neiße, die an dieser Stelle leicht mäandrierend nach Nordosten fließt. Umgebende Ortschaften sind Albertinenaue im Südwesten, Taubendorf im Westen, Kerkwitz im Norden und Schlagsdorf sowie Klein Gastrose im Nordosten. Auf polnischer Seite der Neiße liegen Sadzarzewice und Polanowice im Osten und Markosice im Süden.
Westlich und nordwestlich schließt sich ein größeres Waldgebiet an, das – zusammen mit den Ortschaften Grabko, Kerkwitz und Atterwasch – zur Überbaggerung durch den aus Süden vorrückenden Tagebau Jänschwalde vorgesehen ist. In Groß Gastrose vereinigen sich die westlich um den Tagebau führende Bundesstraße 97 und die östlich an ihm entlang verlaufende Bundesstraße 112, bevor sie sich nördlich des Nachbarorts Klein Gastrose wieder trennen und die B 97 am Grenzübergang Klein Gastrose/Sękowice in die nach Zielona Góra führende DK32 übergeht.

## Geschichte
Archäologische Funde aus der Stein- und der Bronzezeit deuten auf eine urgeschichtliche Siedlungstätigkeit in Groß Gastrose hin. Geografisch wurde die Ortslage als das „steinzeitliche[] Zentrum des Gubener Kreises“ beschrieben, „das die wichtige Verbindung zu den schlesischen Fundorten von Jauer (Kr. Jauer) und Jakobine (Kr. Glogau) [aufnahm].“
Wann die dauerhafte Besiedlung begann, ist unklar. Der auf -rose endende Name deutet jedoch auf eine ursprünglich sorbische Besiedlung hin. Die urkundliche Ersterwähnung im Jahr 1382 („zu der aldin Gostraze“) setzt vergleichsweise spät ein, die Kirche von Atterwasch wurde bereits im Jahr 1294 erwähnt. Aus den Jahren 1480 respektive 1486 sind die Namen Kleine Gostrasze (Ersterwähnung Klein Gastroses) und Grosse Gostrose überliefert.
Im 19. Jahrhundert gehörte Groß Gastrose zur königlichen Standesherrschaft Schenkendorf in der preußischen Provinz Brandenburg. Kirchlich gehörten Groß Gastrose und Taubendorf zur Kirche in Niemitzsch auf der anderen Neißeseite (heute Polanowice), Klein Gastrose hingegen war, wie auch Kerkwitz, nach Schenkendorf (Sękowice) eingepfarrt.
An der 1904 eröffneten Bahnstrecke Forst–Guben erhielt Groß Gastrose im Folgejahr einen Bahnhof. Der Personenverkehr wurde Ende Mai 1981 eingestellt. Im März 1995 wurde auch der Güterverkehr eingestellt und noch im gleichen Jahr erfolgte die Streckenstilllegung.
Während des Zweiten Weltkriegs erreichte die 1. Weißrussische Front am 31. Januar 1945 die Oder und baute in Kienitz bei Küstrin einen ersten Brückenkopf auf dem linken Ufer auf. Rund zwei Wochen später, am 15. Februar, war sie auf breiter Linie entlang der Oder und Neiße bis Groß Gastrose vorgestoßen, wo sie einen Brückenkopf auf dem linken Ufer erkämpfen konnte. Mitte März stand die 1. Ukrainische Front von Groß Gastrose bis Penzig an der Neiße. Am Morgen des 16. April begann mit dem Übertritt über Oder und Neiße auf breiter Front die Berliner Operation.
Zum 1. Juli 1950 wurde Klein Gastrose eingemeindet und am 1. Februar 1974 erfolgte die Eingliederung der Gemeinde Taubendorf (mit dem Ort Albertinenaue) nach Groß Gastrose.
Durch die in den fünfziger Jahren begonnene Kollektivierung der Landwirtschaft in der DDR wurde auch in Groß Gastrose eine Landwirtschaftliche Produktionsgenossenschaft gegründet. In den siebziger Jahren kam es zu einer weiteren Konzentration, wodurch die LPGen von Schlagsdorf, Klein und Groß Gastrose, Kerkwitz, Taubendorf, Grießen und Horno 1973 in der LPG „Friedensgrenze“ Groß Gastrose aufgingen.
Nach der Wende und den Umstrukturierungen bildeten Groß Gastrose und 14 weitere Gemeinden im Jahr 1992 das Amt Schenkendöbern. Zum 28. Mai 1998 schlossen sich Groß Gastrose und Kerkwitz zur Gemeinde Gastrose-Kerkwitz zusammen. Die verbliebenen Gemeinden des Amtes schlossen sich zum 26. Oktober 2003 zur Großgemeinde Schenkendöbern zusammen, zeitgleich erfolgte die Eingemeindung von Gastrose-Kerkwitz und die Auflösung des nun aus nur noch einer Gemeinde bestehenden Amtes. Groß Gastrose, Kerkwitz und Taubendorf erhielten den Status von Ortsteilen.

## Personen des Ortes
- Fritz Kraul, Phänologe und Biologielehrer an der Polytechnischen Oberschule, Träger der Verdienstmedaille des Verdienstordens der Bundesrepublik Deutschland.[8]
- Lothar Thoms (1956–2017), Radrennfahrer, Olympiasieger, Schüler der im Ort ansässigen Schule, Mitglied der örtlichen Radsportgruppe.[8]

## Galerie

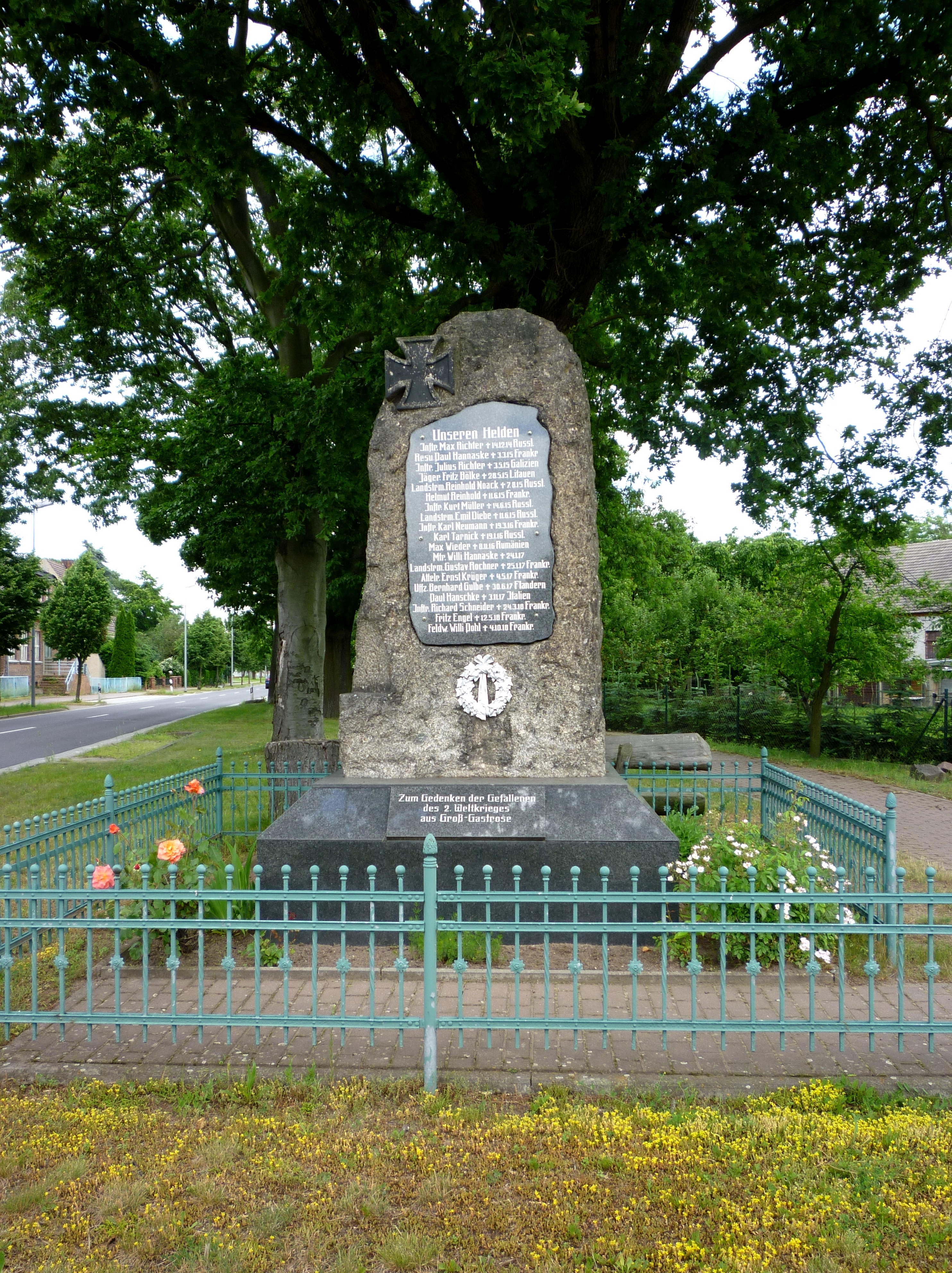
Denkmal für die Gefallenen des Ersten Weltkriegs, ergänzt um eine Gedenktafel für die Gefallenen des Zweiten Weltkriegs. Vormals im Ort bestattete Kriegstote wurden nach Spremberg in die Deutsche Kriegsgräberstätte auf dem Georgenberg umgebettet.
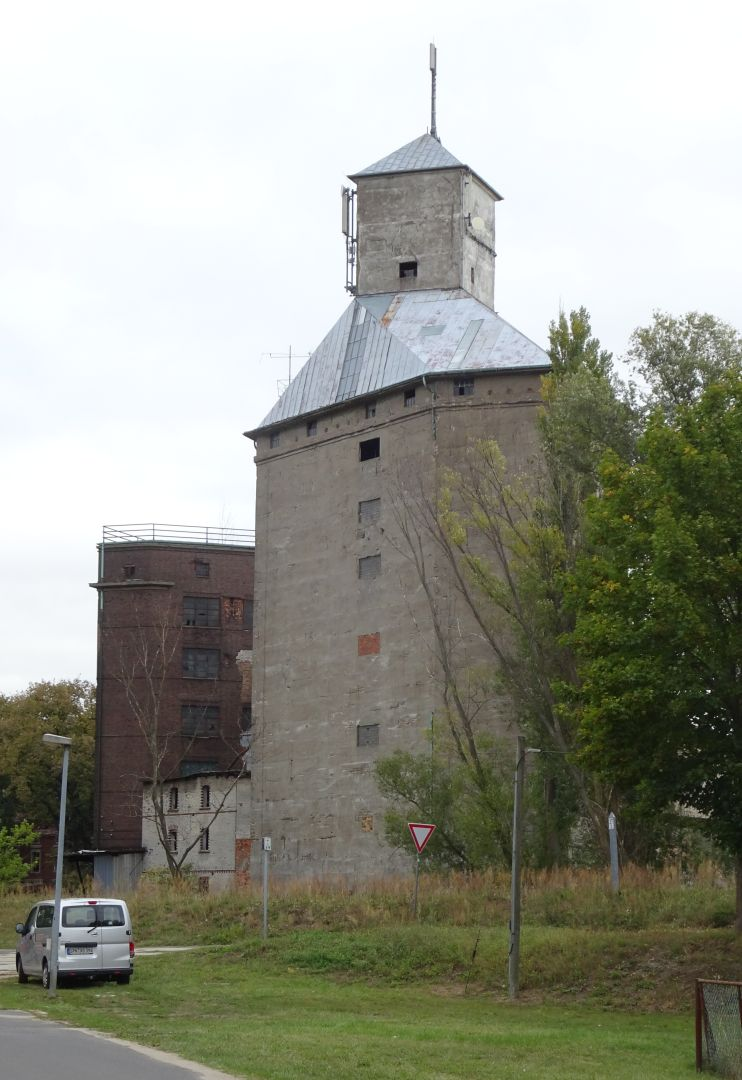
Ehem. Mühle und Papierfabrik
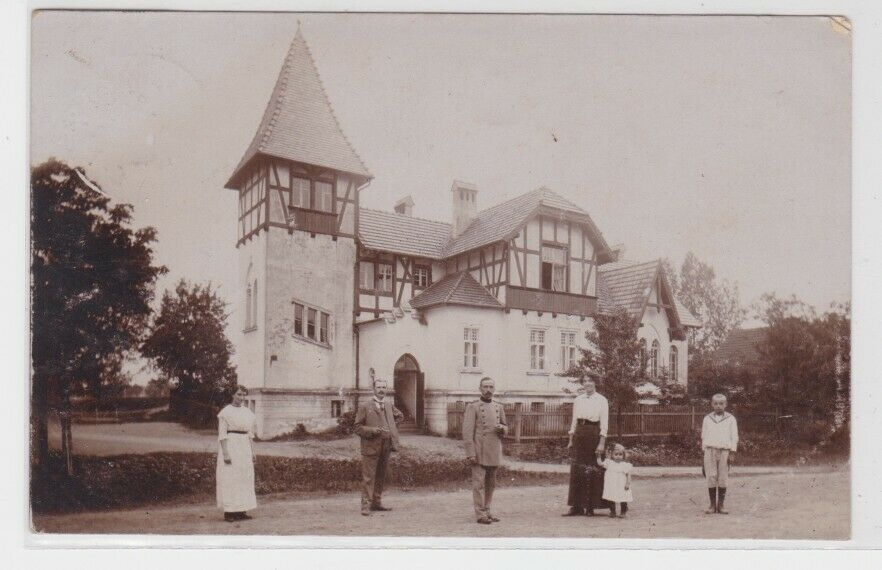
Post-Ansichtskarte, verwendet, Haus des Mühlendirektors Gehring in Gross Gastrose
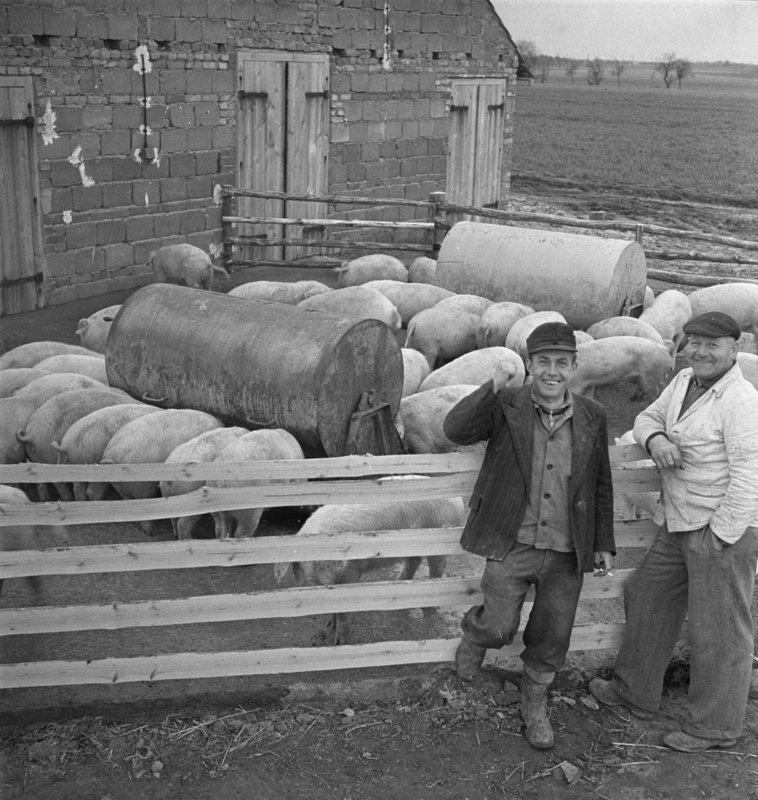
Albertinenaue, 1960. UBz: Schweinebrigadier Herbert Moche (links) und Brigadier der LPG-Baubrigade, Richard Wolf, bauten beide den Stall um.
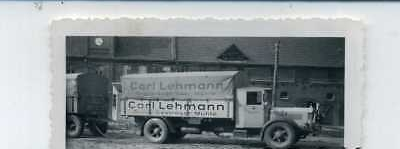
Foto LKW der GROSS GASTROSER MÜHLE Carl Lehmann, 1930er
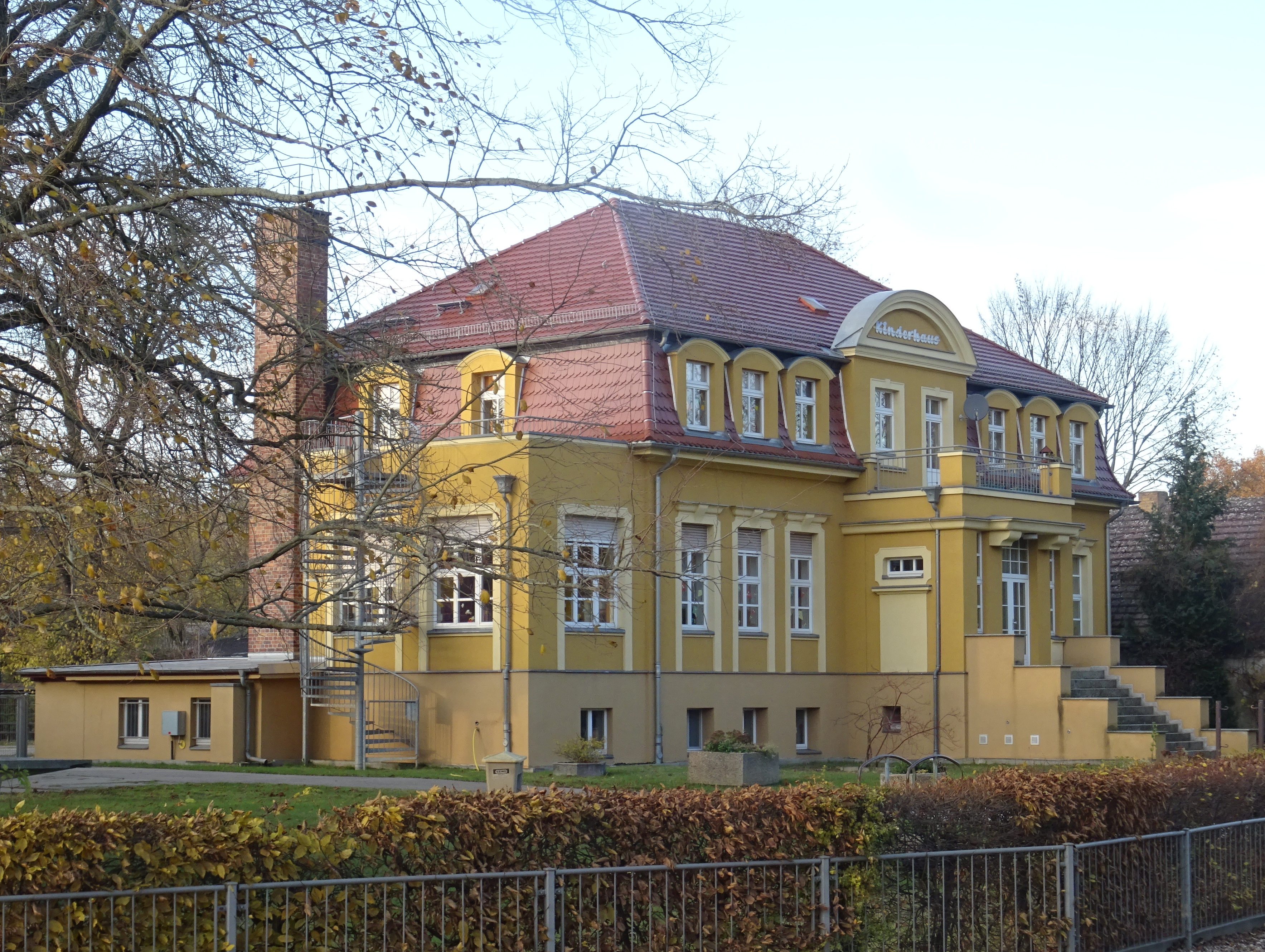
Vormals Villa der Familie Lehmann
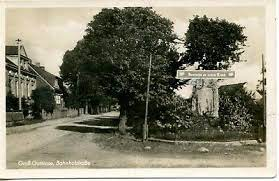
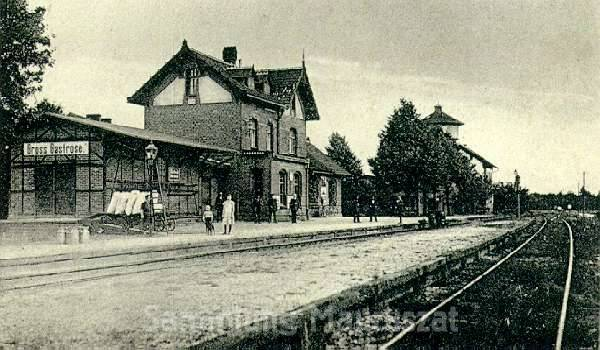
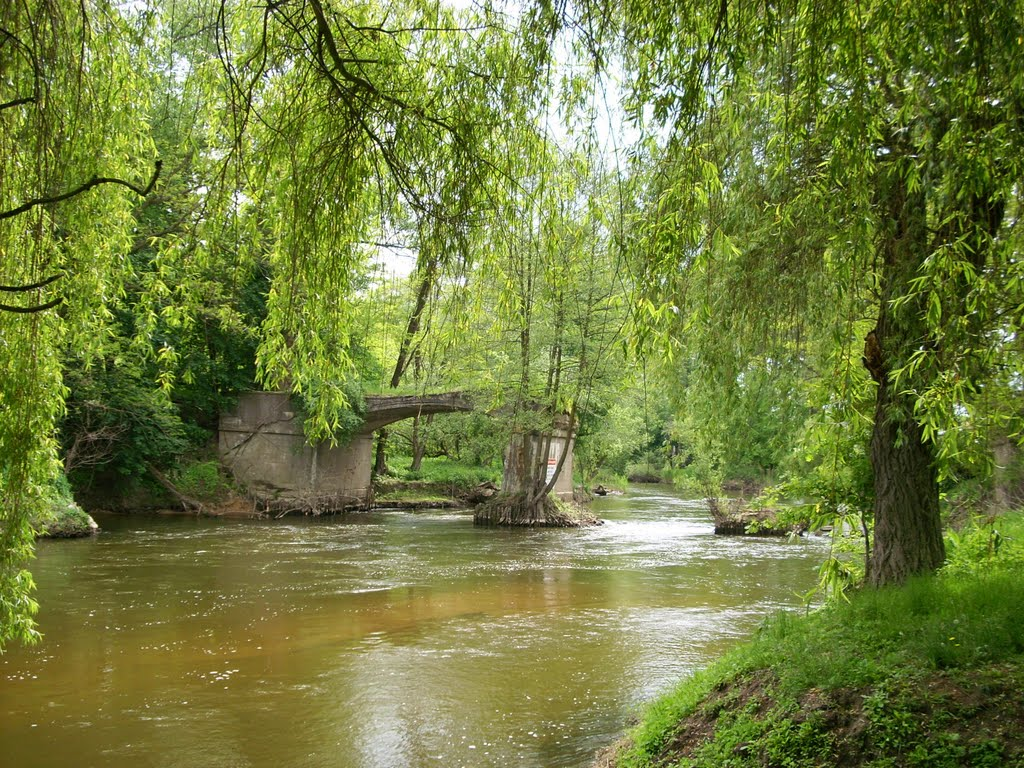
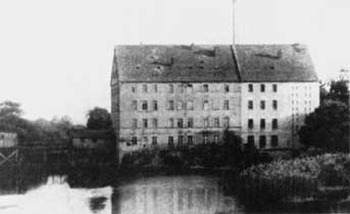
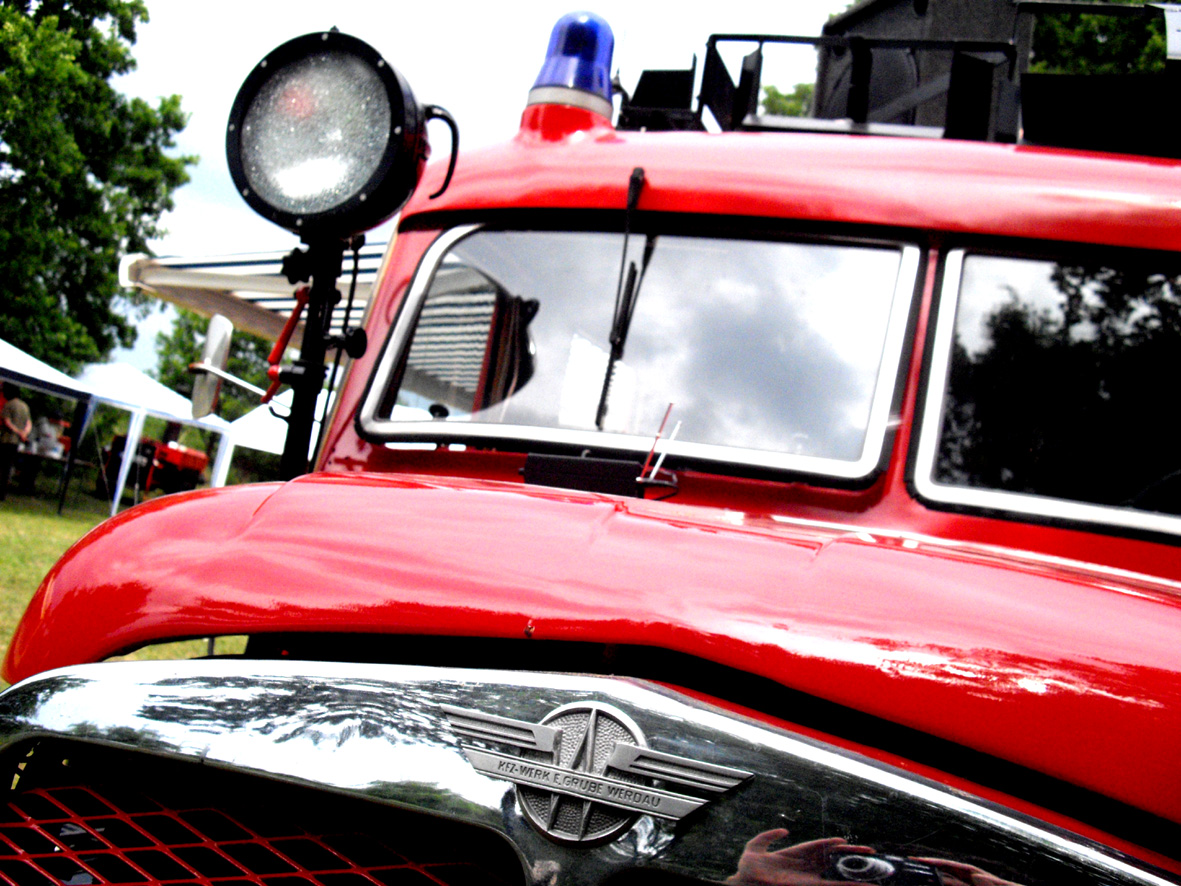
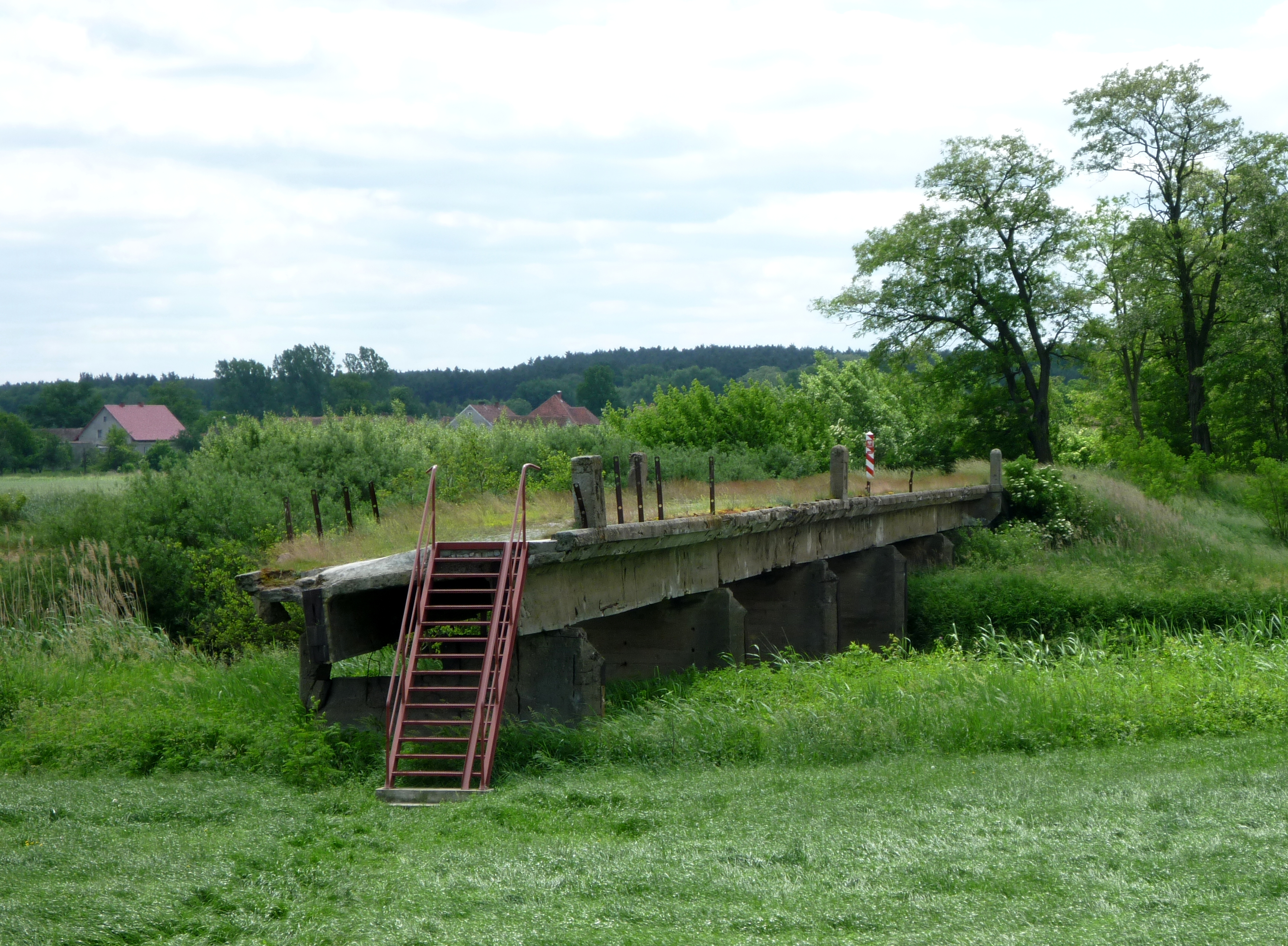